# Reddit
Reddit je ameriška zabavna, družbena in novičarska spletna stran, ki je bila ustanovljena 23. junija 2005 v Menfordu, Massachusettsu.
Na Reddit uporabniki objavljajo razne povezave (večinoma na druge spletne strani), ki jih lahko drugi uporabniki ocenijo pozitivno (upvote) ali negativno (downvote) in komentirajo. Komentarje lahko uporabniki ocenijo in komentirajo na enak način. V določenem obdobju najbolje ocenjena vsebina se lahko povzpe na t. i. frontpage (prednjo stran ali naslovnico) kjer jo lahko vidi največ uporabnikov. Stran je razdeljena na subreddite (podstrani), ki se razlikujejo po vsebini, ki je na vsakem od njih objavljena. Registrirani uporabniki lahko sledijo le določenim subredditom, medtem ko neregistrirani uporabniki nimajo te možnosti.
Ena najbolj priljubljenih spletnih mest na svetu - 19. najbolj obiskana spletna mesta Alex Internet. Spletno mesto ima aplikacijo za mobilne naprave, ki temeljijo na iOS in Android.
Ustvarjalci razlagajo ime "Reddit" z igro besed iz angleščine «I read it on Reddit».

## Skupnost
54 % uporabnikov spletnega mesta je moških, 54 % jih živi v ZDA. Od leta 2013 je bilo 6 % odraslih uporabnikov interneta v ZDA uporabniki Reddita, pri čemer je bila večina uporabnikov med 18 in 29 let.

## Pregled spletnega mesta
Reddit je spletno mesto, ki vsebuje vsebine, ki jih ustvarjajo uporabniki, vključno s fotografijami, videoposnetki, povezavami in besedilnimi sporočili, ter razprave o teh vsebinah, ki so v bistvu sistem oglasnih desk. Ime "Reddit" je igra z besedno zvezo "preberi to", tj "To sem prebral na Redditu". Po podatkih Reddita je v letu 2019 približno 430 milijonov mesečnih uporabnikov, znanih kot "redditorji". Vsebina spletnega mesta je razdeljena v kategorije ali skupnosti, ki so na spletnem mestu znane kot "podredditi", med katerimi je več kot 138000 aktivnih skupnosti.

## Korporativne zadeve
Reddit je zasebno podjetje s sedežem v San Franciscu. Ima pisarno v soseski srednjega razreda. Število zaposlenih v Redditu se je leta 2017 podvojilo; leta 2018 je zaposloval približno 350 ljudi.Leta 2017 je bilo podjetje ocenjeno na 18 milijard dolarjev v novem krogu financiranja tveganega kapitala v višini 200 milijonov dolarjev.
Leta 2022 je družba Reddit ustvarila 1586 milijonov dolarjev čiste izgube in 108,4 milijona dolarjev negativnega prilagojenega EBITDA. Leta 2023 se te številke izboljšajo na 908 milijonov dolarjev čiste izgube in 69,3 milijona dolarjev negativne prilagojene EBITDA. Prosti denarni tok podjetja se je v istem obdobju povečal s -1003 milijonov dolarjev na -84,8 milijona dolarjev. 
Družba je bila prej v lasti Condé Nast, vendar se je izločila kot samostojno podjetje. Od aprila 2018 je Advance Publications, matična družba Condé Nast, obdržala kontrolni delež v Redditu.

## Povezave
reddit.com